# Développement humain (biologie)
Pour les articles homonymes, voir Développement humain.

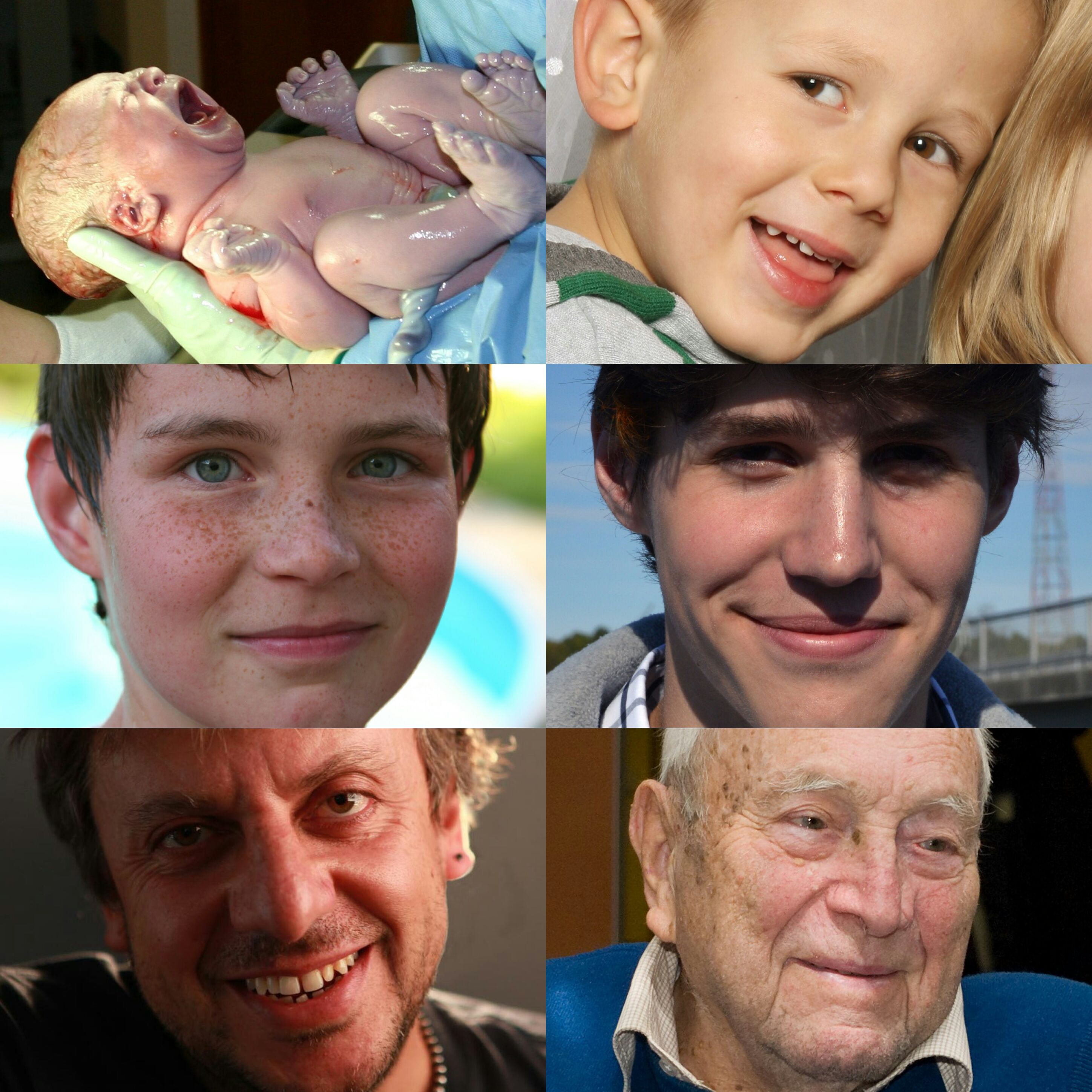

En biologie, le développement humain se divise en plusieurs phases distinctes et peut être étudié d'un point de vue évolutif.
La croissance est caractérisée (dans l'ordre, de la naissance d'un individu à sa mort) par la petite enfance, l'enfance, la phase juvénile, la phase adolescente et la phase de maturité.

## Étapes de développement physique
| Etat               | Développement           | Temps                  |
| Embryon puis fœtus | Gestation               | fécondation - 9 mois   |
| Enfant             | Nouveau-né              | naissance - 1 mois     |
| Enfant             | Nourrisson              | 1 mois - âge de marche |
| Enfant             | Petite enfance          | âge de marche - 6 ans  |
| Enfant             | Enfance                 | 6 ans - 10 ans         |
| Enfant             | Préadolescence (enfant) | 10 ans - 14 ans        |
| Adolescent         | Adolescence             | 15 - 19 ans            |
| Adulte             | Adulescence             | 19 ans - 30 ans        |
| Adulte             | Adulte                  | 30 ans - 60 ans        |
| Adulte             | Vieillesse              | 60 ans - mort          |
|                    |                         |                        |

## Croissance
La croissance est une des composantes du développement humain. Elle débute durant la vie fœtale et se poursuit jusqu'à l'adolescence et sa rapidité est variable selon les périodes. Jusqu'à 4 ans, elle est très rapide puis elle décélère, au début de la puberté, un pic de croissance apparaît vers 10-11 ans chez les filles et vers 12 ans chez les garçons.

## Vulnérabilité aux toxiques durant l'enfance
Durant l'enfance, plusieurs mécanismes, systèmes et organes importants sont encore immatures, ce qui rend le jeune enfant et l'adolescent plus vulnérables aux toxiques (alcool, tabac, métaux lourds, radionucléides ingérés, inhalés ou acquis par passage percutané…) et qui pourrait rendre l'enfant plus susceptible face à certains produits cancérigènes, notamment pour les raisons suivantes :
- les mécanismes de contrôle de l'homéostasie ; tant au niveau de la barrière cutanée, que de la barrière gastro-intestinale, de l’excrétion biliaire, que de la barrière hémato-encéphalique (très perméable à de nombreux toxiques avant 3 à 6 mois) ne se mettent que progressivement en place. La peau et les muqueuses de l'enfant sont moins épaisses et plus perméables aux produits qu'on y applique. En outre, la surface corporelle par rapport au poids est beaucoup plus grande que chez l'adulte. Ces deux phénomènes contribuent à une vulnérabilité exacerbée de l'enfant (d'autant plus qu'il est plus jeune) aux effets toxiques de certaines substances (plomb, mercure, pesticides par exemple) ;
- les mécanismes rénaux de détoxication du bébé n'atteindront un niveau « normal » de performance qu'à l'âge de 3 à 6 mois (Strolin Benedetti et Baltes, 2003). À la naissance, le taux de filtration glomérulaire n'est que de 30 % de ce qu'il serait chez l'adulte ;
  - de plus, après la perte des apports ombilicaux, le flux sanguin rénal est amoindri, et ce, jusqu'à l’âge de 5 mois environ,
  - la sécrétion tubulaire est quant à elle diminuée (jusqu’à l’âge de 6 ans pour certaines sécrétions)[7]. Jusqu'à l'âge de 2 mois, la demi-vie des produits normalement éliminée dans l'urine par les reins est allongée (élimination jusqu’à 3 fois plus lente que chez l'adulte). Une vitesse d'élimination comparable à celle de l'adulte est acquise entre 2 et 6 mois après la naissance avec même une augmentation des performances du rein entre 6 mois et 2 ans. Puis à partir de 2 ans, la vitesse d’élimination est la même que pour le rein d'un adulte[8] ;
- la détoxication par le foie (l'autre organe majeur de détoxication) n'est pas mûre non plus à la naissance. Certaines enzymes produites par le foie ne le seront normalement qu'à partir de l'âge de 2 ans (Si la maturation du CYP2D6 se fait dans les premières heures suivant la naissance, l'enzyme CYP3A4 n'est acquis qu'après quelques dizaines d'heures et le CYP1A2 que dans les premiers mois) ; le CYP2E1 détruit et métabolise certaines molécules hydrophobes (dont COV et certains médicaments) toxiques dans le foie, mais le foie du fœtus peut ne pas en contenir, et celui du nouveau-né n'en contient que 14 % et celui d'un bébé d'un an n'en contient que 50 %[9]. Certaines transférases ne sont produites qu'après quelques jours après la naissance. Cette immaturité du système de détoxication fait que certains toxiques xénobiotiques ont une durée de demi-vie plus longue chez le nouveau-né que chez l'adulte[8], alors que le bébé peut y être par ailleurs plus sensible. Ceci est encore plus vrai chez le fœtus[10] (ceci est également dû à l'immaturité du rein) ;
- la capacité du nouveau-né à métaboliser (et donc à éliminer certains toxiques ou médicaments) est amoindrie par manque d'enzymes hépatiques, et aussi car l'organisme du nouveau-né doit s'adapter à la perte des apports (dont d'oxygène) qu'il recevait du cordon ombilical. En particulier son foie est privé d'une partie du flux sanguin hépatique, le temps que le flux de la veine porte se forme et que le canal d'Arantius se ferme, la première semaine de vie[11] ;
- le volume relatif des organes varie fortement avec l'âge. La tête est proportionnellement bien plus grosse chez le nourrisson, et le cerveau constitue 10,8 % du poids d'un nouveau-né alors qu’il ne représentera que 2 % du poids de l'adulte. le foie du nouveau-né représente 37 g/kg de poids corporel, contre 25 g/kg)[7] ;
- bien que l'hématocrite soit plus élevé à la naissance, le taux de protéines plasmatiques augmentera de la naissance à l'âge de 12 mois (où il est alors comparable à celui de l'adulte), et les hématies, lipides sanguins sont moindres chez le nouveau-né[7] ;
- le métabolisme de l'enfant est très différent de celui de l'adulte. Par exemple, par unité de poids, un nourrisson absorbe beaucoup plus de plomb (confondu avec le calcium par l'organisme en formation), d'iode radioactif (d'où les cancers de la thyroïde surreprésentés et particulièrement graves en Bélarus et Ukraine chez les enfants après la catastrophe de Tchernobyl). D'autres radionucléides[12] ou toxiques métalliques ou organiques sont absorbés plus rapidement et en plus grande quantité par l'enfant que par l'adulte (manganèse par exemple[13]) ;
- Les perturbateurs endocriniens féminisants peuvent avoir des effets comparativement bien plus importants et graves quand c'est le nourrisson mâle ou l'adolescent au moment de la puberté qui y sont exposés, car à ces deux moments, les testicules doivent être actifs et doivent produire la testostérone qui sera responsable de la poursuite d'une différenciation sexuelle normale.